# پاسکال دیون
پاسکال دیون (انگلیسی: Pascal Dion؛ زادهٔ ۸ اوت ۱۹۹۴) اسکیت‌باز سرعت اهل کانادا است.